# Geisterstunde (1967)
Geisterstunde ist ein Dokumentarfilm des DEFA-Studios für Wochenschau und Dokumentarfilme, der im Auftrag des Deutschen Fernsehfunks von Walter Heynowski, dessen Werke „sich in den meisten Fällen auf westdeutsche Wirklichkeiten...beziehen“, im Jahr 1967 fertiggestellt wurde. Die erwähnten Antworten der Frau Goussanthier im Interview werden hier zwar nicht wörtlich wiedergegeben, wurden aber vom Inhalt unverfälscht und ohne persönliche Auslegungen oder Bewertungen niedergeschrieben.

## Filminhalt
Der Hauptinhalt dieses Films besteht aus einem Interview mit der westdeutschen Margarethe Goussanthier, genannt Buchela, die von ihrer Mutter, die dem fahrenden Volk angehörte, unter einer Buche zur Welt gebracht wurde, weshalb sie zu diesem Namen kam. Später ging sie hausieren, bis sie den Beruf der Hellseherin ergriff, einen Beruf, den man nicht erlernen könne, sondern der angeboren sei. Diese Gabe habe sie von ihrer Großmutter geerbt und an sich selbst bereits im Alter von acht Jahren festgestellt, als sie den Tod ihres Bruders voraussah. Seit diesem Tag macht sie täglich, auch in gewerblicher Hinsicht, von dieser Fähigkeit Gebrauch. Sie liest nur in den Augen ihres Gegenübers, denn aus der Hand zu lesen vermag sie nicht. Das Gewerbe wurde unter dem Titel Psychologische Beratung angemeldet, wofür sie auch Steuern entrichtet. Ein großer Teil ihrer Besucher besteht aus einem Stammpublikum, aber auch viele Neue kämen hinzu. Die Leute nehmen ihr gegenüber Platz; nur vom Ansehen kann die Buchela sich ein Bild von der Persönlichkeit und ihrem Anliegen machen, natürlich ohne vorher andere Erkundungen einzuholen. Bisher musste sie mit ihren Auskünften noch niemanden enttäuschen. An den Tagen, an denen sie praktiziert, empfängt sie zwischen 15 und 30 Ratsuchende, die sich vorher telefonisch anmelden müssen. Geld verlangt sie nicht, denn jeder soll das geben, was er für richtig hält.
Folgendes ist aus dem Off zu hören: Im Laufe der Jahre hat die Buchela das Feld der Wahrsagerinnen der Bundesrepublik Deutschland hinter sich gelassen, selbst die bekannte Berlinerin Ursula Kardos, die sie aber nicht persönlich kennt. Die Frage nach der Steuerveranlagung wird von ihr nicht beantwortet. Deshalb rechnet der Sprecher des Films ihre Angaben hoch und kommt, bei geringster Veranschlagung, auf einen monatlichen Umsatz von 7.500 bis 9.000 Mark im Monat. Hinzu kommen regelmäßige Prophezeiungen in Zeitungen und Illustrierten sowie im Buchela-Kalender, der bereits im achten Jahrgang erscheint und ebenfalls beachtliche Summen einbringt. Ihre Kunden bestellt sie in das Hotel Kapellchen in Remagen, wo sie warten müssen, bis sie in ihr Haus bestellt werden. Die Kamera zeigt dann noch einige Ratsuchende, die den Viktoriabergweg vom Hotel zum Haus der Buchela hochgehen, aber auch, natürlich ohne Ton, bei den Sitzungen. Von einem ihrer Kunden, dem langjährigen Ministerpräsidenten des Landes Niedersachsen, bekam sie sogar, als Dankesbeweis für die Unterstützung bei seinen Regierungsgeschäften, einen Rhesusaffen geschenkt. Er gehörte genauso zu ihren Kunden, wie Rosemarie Nitribitt, Soraya und viele hochrangige Politiker und Persönlichkeiten des öffentlichen Lebens aus dem nahegelegenen Bonn. Deshalb erhielt sie auch in der bundesdeutschen Presse die folgenden Beinamen: Orakel von Bonn, Pythia von Bonn, Seherin von Bonn und Bundeswahrsagerin. Diese Herren kommen, nach ihrer Aussage, jedoch meistens im Dunkeln, da sie nicht gesehen werden wollen, wenn sie sich Auskünfte in politischen Fragen holen.
Wieder im Interview erklärt die Buchela, dass ihre Ratschläge in der Bonner Politik schon häufig eine große Rolle gespielt hätten. Auch erzählt sie, dass sie dem Bundeskanzler Ludwig Erhard persönlich, auf dessen Nachfrage, den Verlust des Amtes voraussagte. Bereits Jahre zuvor sagte sie den Sieg Konrad Adenauers bei den Wahlen voraus, womit keiner gerechnet hatte, was aber eintraf. Natürlich irrte sie auch manchmal, zum Beispiel als sie für 1966 eine neue Regierung in Pankow voraussagte. Es habe sich hier aber nur um ein geographisches Problem gehandelt und die Abwahl Ludwig Erhards war gemeint. In der Zeit der anschließenden Regierungsbildung war bei ihr Hochbetrieb, sogar telefonische Beratungen seien angefordert und erfüllt worden. Wissenschaftler haben ihr erklärt, dass ihr Kopf wie ein Radioempfänger für Gehirnwellen der unruhigen Gedanken anderer Personen wirke, die dort gebündelt würden und sie die Vergangenheit, Gegenwart und Zukunft erkennen ließen. Allerdings verfasst die Buchela ihre Texte, wie für den Buchela-Kalender und andere Presse-Erzeugnisse, nicht selbst, sondern diese Aufgabe übernimmt ein gewisser Prof. Dr. Helmut Schmidt-Bronsky, der in Wirklichkeit jedoch Hanns Kurth heißt. Frau Buchela braucht diese Zuarbeit, schreibt wörtlich, wenn auch nicht fehlerfrei, ab und übermittelt sie dann an die jeweiligen Redaktionen. Sie selbst lese keine Zeitungen und sei auch sonst keine Leserin, denn dafür habe sie keine Zeit. Bilder schaut sie sich dagegen oft an, denn darin kann sie alles sehen, was sie wissen muss, auch ihre Jahresprognosen für die verschiedenen Länder der Welt entstehen auf diese Art und Weise. Für den folgenden Tag, nach der Aufzeichnung dieses Materials für den Deutschen Fernsehfunk, hat sich ein Rundfunk-Team des WDR angesagt und Frau Buchela darum gebeten, bereits im Voraus schriftlich gestellte Fragen zu Politik und Wirtschaft der Bundesrepublik, in ihrem Mittagsmagazin zu beantworten. Die Antworten auf zwei dieser Fragen liest sie nun zum Schluss noch, für diese Aufzeichnung, von einem Zettel ab.
Fazit: Bis zum Schluss der Dreharbeiten hat Frau Buchela keine Ahnung, dass sie einem Aufnahmeteam aus der DDR gegenübersitzt. Nach dem zu erwartenden Ergebnis bei der Ausstrahlung des Films befragt, sagt sie diesem Film einen ganz großen Erfolg voraus, der dann auch eingetreten ist.

## Produktion und Veröffentlichung
Geisterstunde mit dem Untertitel Auge in Auge mit dem Mittelalter wurde auf ORWO-Color von der DEFA-Gruppe Heynowski & Scheumann für den Deutschen Fernsehfunk gedreht und hatte dort am 16. April 1967 seine erste Ausstrahlung. Am 22. September 1967 war im Berliner Kino International der Start für die Kinos der DDR.

## Rezeption
E. M. schrieb im Neuen Deutschland vom 17. April 1967, S. 2, dass der Film so umwerfend komisch war, dass seine Lachmuskeln zum Zeitpunkt des Schreibens immer noch schmerzten. Weiter schreibt er, wie folgt:

„Das muß man gesehen haben: Die Buchela, eine Frau, die seit Jahren in den westdeutschen Massenblättern und großen Illustrierten, wegen ihrer angeblich legendären hellseherischen Gaben als modernes Orakel, als ‚Pythia von Bonn‘ gepriesen wird, spreizt sich völlig ahnungslos vor den Kameras des Deutschen Fernsehfunks.“

Me. äußerte sich in der Neuen Zeit vom 18. April 1967, S. 13 mit folgenden Worten:

„Das beachtliche Talent der beiden Filmschöpfer, durch gut gezielte Fragen ihre Interviewpartner zu bezeichnenden Aeußerungen zu veranlassen, ihr rasches reagieren im Gespräch, ihre Schlagfertigkeit bewährten sich schon, als sie den ‚lachenden Mann‘ vor sich hatten. […] Es zeugt für die Primitivität dieser ‚Seherin‘, daß sie den geistvollen Zynismus ihrer Interviewer, die oft deftige Ironie der Fragen nicht bemerkte, so daß sie mit einer Art von dummen Stolz drauflosplauderte und geradezu geschmeichelt zur Kenntnis nahm, als Seherin von Bonn „ganz Deutschland gewissermaßen allein“ zu vertreten.“

Im Lexikon des internationalen Films steht, dass es sich bei Geisterstunde um eine beklemmende, pointierte Satire handelt.

## Auszeichnungen
- 1967: Beste Fernsehdokumentation im Egon-Erwin-Kisch-Wettbewerb der OIRT auf der IV. Internationalen Leipziger Dokumentar- und Kurzfilmwoche.[6]